# チャブ屋
チャブ屋（チャブや）は、1860年代から1930年代の日本において、日本在住の外国人や、外国船の船乗りを相手にした「あいまい宿」の俗称。
「横浜独自の売春宿」といわれることもあるが、函館や神戸など他の港町にも存在していた。また、食事やダンス、社交など買春以外の目的で遊びに来る客もおり、必ずしも「売春宿」とは言い切れない。

## 語源
語源には諸説あり、英語の軽食屋「CHOP HOUSE（チョップ・ハウス）」が訛ったもの、という説が有力。ほかにアメリカ式中華料理を指す「チャプスイ」が語源、という説もある。
1階はダンスホールとバーカウンターでピアノの生演奏やSPレコードによる伴奏があり、2階に個室が並んでいた。
横浜のチャブ屋が特に有名で、中区本牧の小港地区および石川町の大丸谷（現在のイタリア山中腹）に集中していた。とくに有名だったのが、小港の「キヨホテル」。谷崎潤一郎は1920年（大正9年）に横浜に居を移したが、横浜ではじめの住居となった「本牧宮原883」は、「キヨホテル（当時の屋号はキヨ・ハウス）」のすぐ隣であった。この「キヨホテル」の女給「メリケンお浜」はかなりの売れっ子で、語りぐさになるほどだったという。

## 歴史
1864年に結ばれた「横浜居留地覚書」により、横浜の山手・根岸・本牧地区を結ぶ外国人遊歩道が建設された。その道沿いに16軒の茶屋がつくられ、女性が対応したのが始まりとされる。その後、山下町の前田橋付近を中心に外国の船員相手・商人相手の「あいまい宿」が軒を連ねるようになったが、関東大震災で壊滅。震災後、本牧の小港地区と震災の被害を受けなかった石川町の大丸谷（現・イタリア山中腹）の二カ所で、あくまで「ホテル」という建前で営業を許可された。
第二次世界大戦直後に若い進駐軍兵士を相手にする歓楽街として再興したが、戦前とは別ものといえるほど様相が異なったという。遊廓同様、最終的には売春禁止法の施行で消滅した。

## ダンスホールとしての側面
大正から昭和初期にかけて、ジャズは聴く音楽ではなく、踊るための音楽だった。ダンスホールではバンドが演奏していたが、蓄音機やピアノの伴奏でダンスが踊れる場所として、チャブ屋が存在していた。
市中のダンスホールでは10枚綴りのチケットを買い、「ダンサー」とよばれる踊りの巧い女性達とペアで踊った。チャブ屋では、ビールを一本買えば、チャブ屋の女と好きなだけ踊ることが出来た。ダンスホールは夜半に閉店してしまうが、チャブ屋は明け方まで営業しているため、ダンスホールとチャブ屋をハシゴする者もいたと言われる。
一般的な日本人が出入りする場所とは言えなかったものの、洋楽やダンスの愛好家の間ではチャブ屋の存在は口コミで広まっていた。ジャズや映画の評論家である植草甚一は、まだ独身だった昭和十年代、チャブ屋に十日間泊まり込み、ジャズ浸りになったことが何度もあるという。後年、「チャブ屋で聴いた洋楽がジャズへの愛の入り口となった」と述懐している。

## チャブ屋を扱った作品
書籍
- 『痴人の愛』谷崎潤一郎 改造社 1925年

- 『男』林礼子 1928年

- 『アンドロギュノスの裔』渡辺温 薔薇十字社 1970年、収録の短編「ああ華族様だよ と私は嘘を吐くのであった」(初出『講談雑誌』1929年4月号）

- 『吉行エイスケ作品集II』吉行エイスケ 冬樹社 1977年、収録の短編「スポールティフな娼婦」(初出『文学時代』1930年2月号）

- 『ある私娼との経験』下村千秋 天人社 1930年

- 『人生劇場・残侠篇』尾崎士郎 竹村書房 1937年

- 『恐怖のヨコハマ』北林透馬 学風書院 1951年、収録の短編「美人屋敷の秘密」
- 『続 人情馬鹿物語』川口松太郎『現代長編小説全集 第21』講談社 1959年、収録の短編「月あかるければ」(初出『小説新潮』1955年）

- 『浮世一代女』野坂昭如 新潮社 1973年、短編集の表題作（初出『小説新潮』1970年2月号）※実在した「メリケンお浜」をモデルにした作品

- 『娼婦たちの暦』津村節子 講談社 1975年、収録の短編「チャブ屋のお七」※実在した「上海お六」をモデルにした作品

- 『十二階崩壊』今東光 中央公論社 1978年 ※絶筆

戯曲
- 『本牧夜話』谷崎潤一郎 改造社 1922年

映画
- 『本牧夜話』日活 京都撮影所第二部 鈴木謙作・監督 1924年

- 『痴人の愛』大映 木村恵吾・監督 1949年、大映 木村恵吾・監督 1960年、大映 増村保造・監督 1967年

- 『赤線本牧チャブヤの女』日活 白鳥信一・監督 1975年 ※ひろみ麻耶、片桐夕子出演の日活ロマンポルノ、戦前の本牧が舞台

- 『母を恋はずや』松竹キネマ　小津安二郎・監督 1934年

歌謡曲
- 「別れのブルース」淡谷のり子・唄

ミュージカル
- 『ウキヨホテル』河田唱子・脚本 笹浦暢大・演出 2015年 神奈川県庁本庁舎大会議場で上演

- 『日本国横浜お浜様』河田唱子・脚本 笹浦暢大・演出 2017年

- 『Ukiyo Hotel』トライアウト公演 河田唱子・脚本演出　笹浦暢大・演出 2019年

朗読劇
- 『ウキヨホテル』河田唱子・脚本演出 2018年